# Rodolfo Sánchez Taboada
Rodolfo Sánchez Taboada (Acatzingo, 1895 – Mexico-Stad, 2 mei 1955) was een Mexicaans politicus en militair.
Sánchez Taboada was afkomstig uit de staat Puebla. Na de staatsgreep van Victoriano Huerta in 1913 sloot hij zich aan bij het Constitutionalistisch Leger onder Fortunato Maycotte om Huerta te bestrijden. Hij volgde een militaire opleiding en bestreed aan de zijde van Álvaro Obregón de conventionisten van Pancho Villa. Hij sloot zich in 1920 aan bij het Plan van Agua Prieta en bestreed in de jaren '20 de opstanden van Adolfo de la Huerta en José Gonzalo Escobar en wist op te klimmen tot generaal. In 1937 werd hij benoemd tot gouverneur van Baja California, een taak die hij behield tot 1944. Van 1946 tot 1952 was hij voorzitter van de regerende Institutioneel Revolutionaire Partij (PRI) en werd in 1952 door president Adolfo Ruiz Cortines benoemd tot minister van marine, een positie die hij behield tot zijn dood in 1955.
- Library of Congress Control Number: no2011106152
- Virtual International Authority File: 173632632
- WorldCat: E39PBJth4PKk98mPYpqWg4YByd